# فیرماونت (کلرادو)
فیرماونت (به انگلیسی: Fairmount) یک منطقهٔ مسکونی در ایالات متحده آمریکا است که در کلرادو واقع شده‌است. فیرماونت ۱۶٫۰ کیلومتر مربع مساحت و ۷٬۵۵۹ نفر جمعیت دارد و ۱٬۷۰۵٫۳۸ متر بالاتر از سطح دریا واقع شده‌است.